# 体操

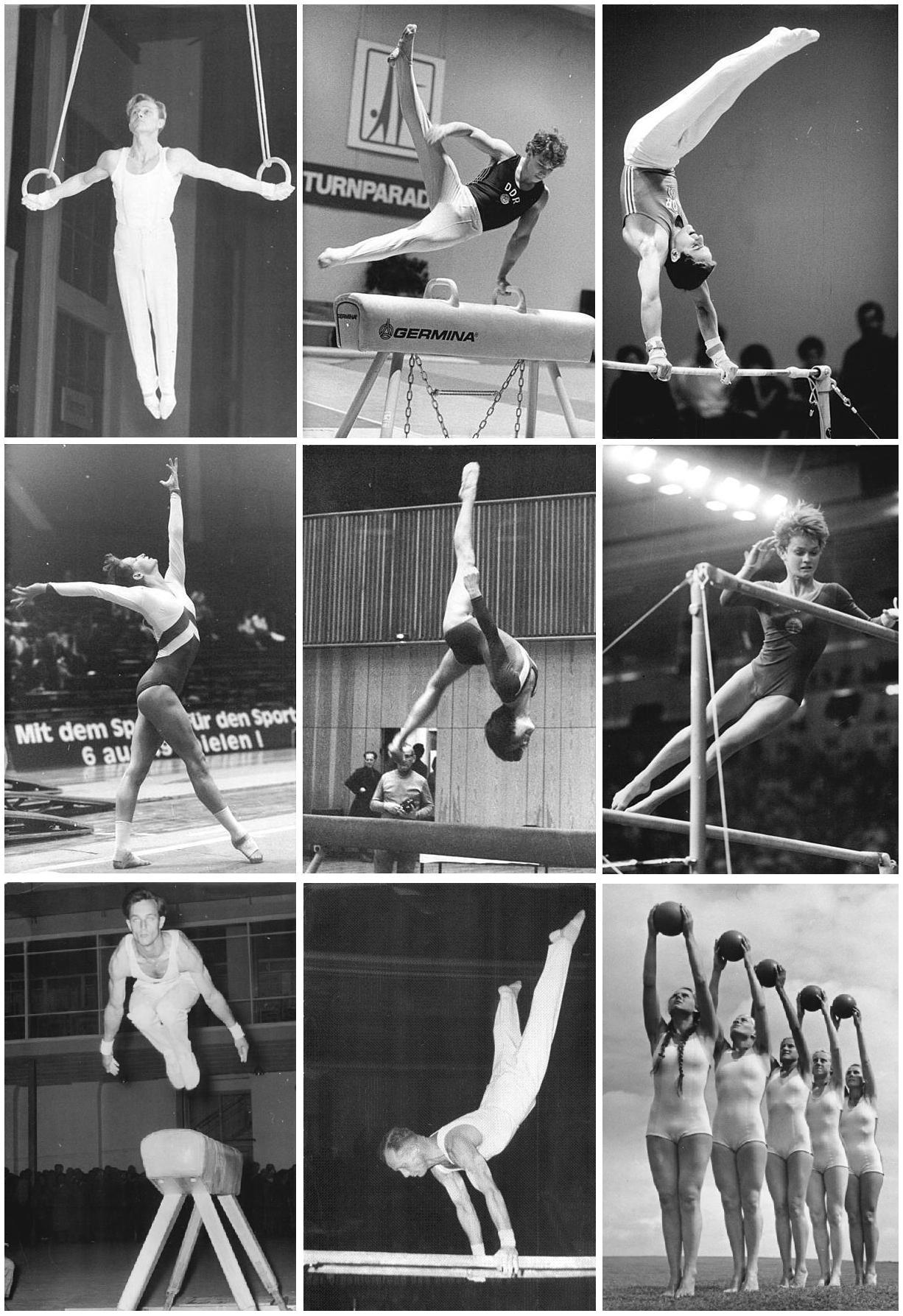
体操の各種目
つり輪・あん馬・鉄棒
床運動・平均台・段違い平行棒
跳馬・平行棒・新体操

体操（たいそう、英: gymnastics）は、健康・医療・教育・鍛錬・美的表現などの目的で行われる身体を動かす運動の総称。
元来極めて広い概念であり、ギリシャ語のGymnastikは走・跳・投やレスリング、パンクラチオンなどの運動の総称で、身体運動のほかに入浴、塗油、マッサージなども含めた身体の手入れの意味であった。
フィットネスやウエルネスのような用語も、かなり広くとらえた概念で、ウエルネスは生活科学として運動を適宜日常生活に取り入れながら、健康的に日々の暮らしを送ろうと言う主旨で提唱された概念である。

## 体操の分野
国際体操連盟（Fédération Internationale de Gymnastique：略称FIG）は体操の以下の6分野の運営を行っている。
- 一般体操（General Gymnastics：GG）競技をしないすべての体操を指す。
- 体操競技（Artistic Gymnastics：男子はMen's Artistic Gymnastics（MAG）、女子はWomen's Artistic Gymnastics （WAG）と分けられている）
- 新体操（Rhythmic Gymnastics：RG）
- トランポリン（Trampolining：TRA）
- スポーツアクロ体操（Sports Acrobatics：ACRO）
- スポーツエアロビクス（Sports Aerobics：AER）

2018年からFIGは以下の分野も始める。
- パルクール（Parkour：PK）

一般体操以外は全て順位を決める競技性のあるスポーツである。
日本の体操の国内競技連盟である財団法人日本体操協会（Japan Gymnastic Association：略称JGA）・一般体操委員会は日本体操祭を主催しているが、その出場団体の選考条件には
- 一般体操の演技内容が、総合性、律動性、独創性、あるいはテーマや指導的な内容をもち、 社会的に評価される団体であること。
- 特に、一般体操の独創的な工夫がみられる演技内容が少しでも認められる団体であること。
- 体操競技、新体操、スポーツアクロ体操、エアロビクスなどの競技形式をとらない演技内容であること。
- 日本体操協会の一般体操の考え方である「一般体操は、あらゆる年代に適し、健康を促進するための身体的、精神的、社会的、また、文化的な側面に貢献し、自主的に楽しく動く体操である。」の趣旨に相応しい活動をしている団体であること。

とあり、技術的な制約は全くない。技術的な制約がない運動を分野として取り込んでいることが、体操の大きな特徴であり、ユニークな点でもある。

## 体操の歴史
体操の先駆となる運動はすでに原始時代には存在したと考えられている。遺跡の出土品や古代の壁画・彫刻などからアクロバティックな運動の姿を表現したものが各地に残されており、世界的に普遍的に軽業的運動は行われていた。軽業的運動は一種の特殊技能で踊りや斗技などとともに権力者の前に披露される見世物となり軽業師として職業化した。
西洋ではエーゲ文明時代には軽業師がいたことが知られている。また、古代ローマでは兵士や若者達によって木馬運動が行われ鞍馬と跳馬の起源となった。

一方、東洋ではインドでヨーガ経典に示された医療体操が仏道修行の過程として行われておりヨガとして知られるようになった。

## 体操の系譜

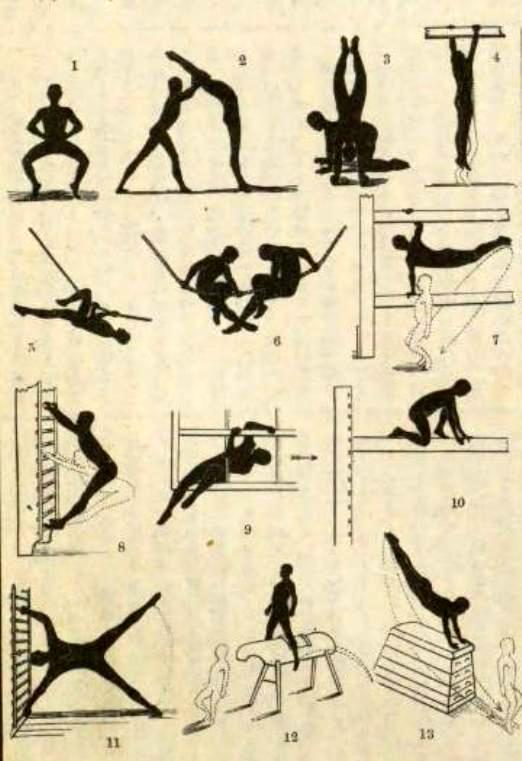
ドイツ体操

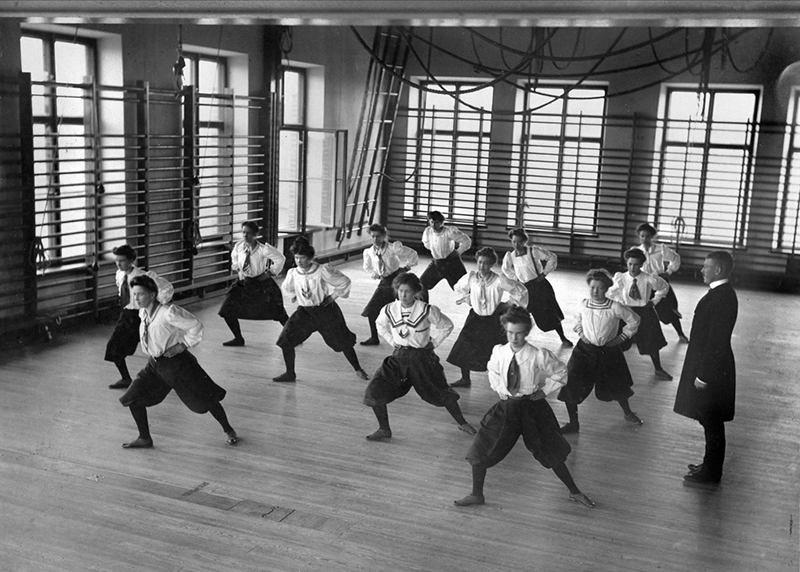
スウェーデン1907年

体操には体系的に3つの種類があり、それぞれ異なる起源を持つ。
- 徒手体操：自分の体だけを使って行う体操。（ラジオ体操・体操競技など）
- 手具体操：自分の体と道具を同時に操る運動。（新体操など）
- 器械体操：規定された器具の中で、より高度な運動を目指す競技としての体操。（体操競技など）

また発祥によってそれぞれ異なる名称で呼ばれる。ドイツ体操、スウェーデン体操、デンマーク体操は「世界三大体操」と呼ばれ、創始時には独自の特徴を持っていたが、その後それぞれの体操の長所などを取り込む改良が行われ、今日では昔ほどの差異はなくなりつつある。

### ドイツ体操
ドイツ体操はバゼドー、フィヒテらの思想を継いだフリードリヒ・ルートヴィヒ・ヤーンによって1811年に創始された。バゼドーは神学教師であったが、哲学者ルソーの『エミール』に触発され、身体と精神は互いに助け合わなければならないと考え、その実現の場として1771年にデッサウに汎愛学校を設立し、平均台や徒歩競争などを含む体育法「ギリシャ体育」を生徒に施した。ヤーンは教育所を設立して高跳び用のスタンドなど体操用の器械を考案し、『ドイツ体操術』を著し、運動を愛国心に結び付け、旅先や公園で指導し、その発展と普及に努めた。今日の器械体操競技種目の大部分がヤーンの創案によるものである。その後スピースに引き継がれ、号令による運動や性別・年令に応じた段階的・組織的運動などを採り入れ、ドイツ初の器具装備の体操場を造った。1860年にはドイツ体操祭が開催され、今も4年に一度開催されている。スウェーデン体操の研究家ロートシュタインにより、青少年の体育手段として有害であるなどの批判を受け、激しい論争が行われた（平行棒論争）が、医者などの支持を得て、今日に至っている。

### スウェーデン体操
スウェーデン体操は、国民の体力養成を念願し、解剖学、生理学、物理学的見地から合理的な体力養成運動を目指し、ペール・ヘンリック・リングによって創始された徒手体操である。1813年に中央体操学校を設立し、後継者らが医療体操、学校体操として完成させた。補助器具として肋木を用いる。スウェーデンではリングの没後100年を記念し、リンギアードと呼ばれる体操を中心とする大会が1939年に開かれた。

### デンマーク体操
デンマーク体操は身体の柔軟度促進を目的とした体操で、リングの師でもあったフランツ・ナハテガルによってドイツ体操を元に1780年に創始された。ナハテガルの活動によって、デンマークでは体操が小学生の必須科目として古くから採用された。度重なる敗戦の歴史から国の復興運動を進めるにあたり、愛国心からニルス・ブック（Niels Bukh 、1880-1950）が国民の健康と教育のため、スウェーデン体操を基礎にしたものを広めた。1931年には、玉川学園の招きでブックと模範演技者26名が来日し、全国40数か所で実演を行ない、日本の体操界に影響を与えた。

## 各国での体操の発展

### 日本
日本では、1867年に幕府が招聘したフランス軍事顧問団によりフランス式操練が伝習され、それが諸藩の兵制改革とともに普及する過程で、西洋式軍事訓練に耐えうる身体能力向上のための基礎訓練が、体操・体術・筋節運動などの呼称で実施された。それらは主に徒手体操であったが、明治初期には陸軍戸山学校での体操器械を備えた体操場設立をはじめ、陸軍士官学校や各地の陸軍営所でも体操器械が設置され、器械体操が軍事訓練の手段として推奨・導入された。

一方、学校教育においては、文部省が学校体操の選定と指導者養成を目的として、1878年に体操伝習所を設立、アメリカの医学士リーランドを教師として招聘した。リーランドは日本人の体格に適当な体操として、軍隊式器械体操（重体操）ではなく、木唖鈴・球竿・棍棒・木環などの軽手具を使用する「軽体操」（徒手体操を含む、のち普通体操に改称）を選定、伝習所の他にも、東京女子師範学校や東京師範学校、大学予備門、東京外国語学校でも指導して体操教員養成と軽体操の普及に尽力した。リーランド帰国（1881年）後は通訳を務めていた坪井玄道がその後を継いだ。しかし、1883年の徴兵令改正（兵役年限短縮条項）を契機として、中等学校での陸軍式の「歩兵操練科」設置が企図され、1885年には「兵式体操」と改称、初代文部大臣森有礼は心身の集団的規律訓練の手段としてその導入を積極的に推進し、翌1886年に普通体操（軽体操）と併行して師範学校を中心とする中等学校体操科（男子）に正式に導入された。
20世紀になると、川瀬元九郎や、井口あくりら海外留学者が指導者となり、永井道明を中心に研究されたスウェーデン体操が学校体操教授要目として1913年に公布され、1941年の国民学校発足までの約30年間にわたり主流となった。国民学校発足後、体操は一流一派に偏ることなく体操の学理に基づき、良いものを自由に取り入れる方針が立てられ、各種の体操の長所が取り入れられるようになった。
また、ラジオ体操は1928年にNHKのラジオ放送によって国民保健体操を全国に普及指導したのが始まりで、第二次世界大戦後は一時廃止されたが、1951年に新ラジオ体操が復活し、今日に至っている。

### チェコ
ソコル体操は民族の団結と国民の体力増進を目的として開発したもので、「人間の集団美」を追求した体操である。チェコでは6年に1回、ソコル体操の大会が行われる。